# Metaprotus magnifica
Metaprotus magnifica is een vlinder uit de familie van de Simaethistidae. De wetenschappelijke naam van de soort is voor het eerst geldig gepubliceerd in 1887 door Meyrick.